# Горда БК
«Горда» БК (швед. Gårda Bollklubb) — шведський футбольний клуб із міста Гетеборг. 

## Історія
Клуб заснований 1 листопада 1919 року. 
Провів у Аллсвенскан 8 сезонів (1935—1943): зіграв 176 матчів, в яких здобув 53 перемоги, 52 нічиї і 71 поразку, різниця м'ячів 233-324. 
Тепер виступає у 6-й лізі Швеції (Дивізіон 4).

## Досягнення
Аллсвенскан:
- 5-е місце (2): 1937/38, 1938/39.